# Kapela sv. Janeza Krstnika, Bač
Kapela sv. Janeza Krstnika stoji v vasi Bač, severnovzhodno od Knežaka v Občini Ilirska Bistrica. O njej je pisal že Janez Vajkard Valvasor leta 1689 v Slavi vojvodine Kranjske. Čeprav je na portalu letnica 1751, okolica pod zemljo skriva ostanke temeljev precej starejšega svetišča, o katerem je pisal Janez Vajkard Valvasor. Na oknu je zapisana letnica 1654 – to naj bi bila letnica nastanka.
Na pobudo šestih vaščanov se je leta 2009 obnovilo streho, zunanjost in oltar.